# Cucina Moderna
Cucina Moderna è stato un mensile italiano di cucina, fondato nel 1996 ed edito da Arnoldo Mondadori Editore fino al dicembre 2019.
La rivista spazia dall'alimentazione alla cucina e pubblica ricette per tutte le occasioni.

## Storia

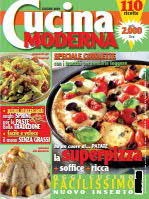
Copertina del numero di giugno 2001

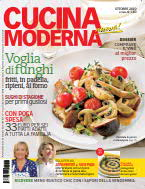
Copertina del numero di ottobre 2010

Cucina Moderna è stato fondato nel febbraio del 1996 a Milano.
Il progetto iniziale è avviato da Marisa Deimichei, con la collaborazione grafica di Alex Arthur, la quale dopo pochissimi mesi (maggio 1996) lascia la direzione alla sua vice Elena Quarestani.
Nel settembre del 1997 la rivista appare con una nuova formula, arricchita di ricette e informazioni, che contribuisce ad aumentarne la diffusione con oltre 500 000 copie.
Ad agosto del 1999 Marisa Deimichei torna ad essere il direttore di Cucina Moderna fino a novembre del 2000, anno in cui prende la guida Giordana Masotto. La direzione di quest'ultima porta ad una rivisitazione del mensile, che consiste nell'approfondire i temi della salute e dell'alimentazione, trattando argomenti come la qualità dei prodotti e il rapporto tra il cibo e la salute, e nel selezionare maggiormente le ricette.
Nel luglio del 2002 è Giovanna Camozzi a diventare direttore della rivista. Proseguendo la scia della Masotto, pone attenzione alla qualità, oltre che al gusto, delle ricette. Nello stesso anno nascono anche lo speciale bimestrale Cucina Moderna Oro e i libri La Scuola di Cucina Moderna.
Dal 2008 la direzione passa a Laura Maragliano, che rivoluziona la rivista nella grafica e nei contenuti. Con un layout più semplice e diretto, rinnova i contenuti in quattro parti diverse, ognuna assegnata a un testimonial. Tutti i numeri presentano una guida pratica Guida alla spesa e un dossier Sai cosa compri che, creati con la collaborazione di esperti di cucina, suggeriscono ai lettori un modo di fare la spesa più consapevole.
Nel 2015 la direttrice propone un ulteriore restyling, valorizzando soprattutto le immagini, i colori e il logo. Quest'ultimo appare più riconoscibile e le immagini sono di maggiore impatto con il fine di guidare facilmente i lettori nella preparazione delle ricette proposte. Viene aggiornata la grafica, con una cover che ospita un maggior numero di strilli per introdurre i vari contenuti. Questi vengono riorganizzati per trattare un maggior numero di ricette, ospitare consigli pratici e informazioni. Vengono valorizzati il tema del mese, i dolci e la cucina alternativa con menù adatti a intolleranti, vegani, vegetariani e celiaci.
Il restyling di Cucina Moderna prevede l'aggiunta di nuove rubriche:
- Trucchi e consigli da parte degli esperti
- Per i più piccoli per cucinare piatti semplici insieme ai bambini
- Poveri ma buoni con le ricette tradizionali della cucina italiana
- La cucina alternativa per i vegani, i celiaci e gli intolleranti.[2]
- Regali per la casa per avere una guida su oggetti ed elettrodomestici nuovi sul mercato

Nascono Guida alla spesa, una sezione approfondita che fornisce consigli su come fare la spesa e preparare piatti di stagione gustosi, In Cucina con lo chef Alessio Algherini e Fatto in casa con l'insegnante ed esperta di cucina Sara Papa, contenuti dedicati alla preparazione di ricette.
Il lancio del restyling di Cucina Moderna viene pianificato dalla casa editrice Mondadori su tutti i mezzi Mondadori, insieme ad annunci radiofonici su R101 e Radio Italia e su canali tematici tv di Discovery.
Nel 2017 nasce Chef in 24 ore. Scuola di cucina per imparare tutte le tecniche, le basi e i trucchi per ricette di successo, primo libro di Cucina Moderna, edito da Sperling & Kupfer. Si presenta come un manuale di cucina che, in modo semplice e accessibile a tutti, spiega ricette e fornisce consigli utili per destreggiarsi facilmente tra fornelli e ospiti.
Nel 2018 avviene un ulteriore restyling del mensile. Con il numero di luglio Cucina moderna si rinnova: dalla grafica più colorata ai contenuti ancora più ricchi e approfonditi fino all'aumento del numero di ricette da 112 a 130.
Nel dicembre 2019 la rivista viene ceduta alla società editrice del quotidiano La Verità di Maurizio Belpietro, che costituisce una nuova società, «Stile Italia Edizioni» (75% La Verità Srl, 25% Mondadori) per la pubblicazione del periodico.
Nel 2023 la rivista cessa le pubblicazioni.

## Diffusione
Nel 2017, con 87% di pubblico femminile e il 13% di pubblico maschile, ha venduto 190 000 copie cartacee e ha raggiunto 1.060 lettori (Audipress, 2017).
Nel febbraio 2018, raggiunge una diffusione cartacea di 138.173 e una diffusione digitale di 22.386, per un totale di 160.559 (ADS, febbraio 2018).
A giugno 2018, raggiunge una diffusione cartacea di 128.917 e una diffusione digitale di 18.512, per un totale di 147,429 (ADS, giugno 2018).

## Contenuti
Cucina Moderna tratta il tema della cucina nei minimi particolari: suggerisce un modo di fare la spesa più consapevole e informato, rispettando l'ambiente ed evitando gli sprechi, fornisce informazioni dettagliate sugli alimenti da utilizzare in cucina e consiglia dei trucchi per preparare ricette adatte sia alla tavola di ogni giorno che a occasioni speciali.
La rivista propone oltre 100 ricette ogni mese e si presenta come un manuale pratico, che guida i lettori dalla fase di acquisto degli alimenti fino alla preparazione di piatti gustosi.
Grazie alla consulenza di esperti del settore, Cucina Moderna è una guida di ricette affidabili, varie e facili da cucinare
Con il restyling del 2018, il magazine a partire dal numero di luglio si rinnova nella grafica, nei contenuti e nel numero di ricette proposte (da 112 a 130). La nuova versione prevede consigli pratici per cucinare velocemente, più ricette filmate e maggiore attenzione alle tematiche della dieta e della cucina alternativa (vegana, vegetariana ecc). Inoltre, fornisce guide utili per fare la spesa intelligentemente, acquistando alimenti di stagione, e un'approfondita scuola di cucina con suggerimenti di cottura e presentazione dei piatti.
Nascono nuove rubriche:
- Menù per gli amici, da cucinare in relax
- Cosa faccio con, riferito sempre a un prodotto confezionato diverso
- Preparo prima, per piatti veloci da preparare in anticipo
- Da sapere, che tratta un argomento specifico (erbe aromatiche, spezie, insalate, ecc) in tutti gli aspetti, fornendo anche le ricette

Altre due novità di Cucina moderna sono: la possibilità di staccare dal magazine 16 schede e conservarle e la presenza di 10 ricette antispreco, nate per riusare gli ingredienti acquistati per i menù forniti nel numero.
Inoltre, il mensile fornisce anche delle edizioni tematiche da collezionare in formato brochure intitolate Cucina Moderna Oro, che presentano al loro interno ricette sfiziose da tenere sempre a portata di mano.
Gli speciali pubblicati sono:
- Aperitivi buffet e dopocena
- Polpette, polpettoni e sformati
- Pasta fresca
- L'alfabeto delle verdure
- I 20 piatti per l'estate

Insieme alle edizioni speciali, completa l'offerta la collana I libri di Cucina moderna, pubblicati ogni mese e il libro edito da Sperling & Kupfer: Chef in 24 ore. Scuola di cucina per imparare tutte le tecniche, le basi e i trucchi per ricette di successo.

## Direttori
- Marisa Deimichei (febbraio 1996)
- Elena Quarestani (maggio 1996)
- Marisa Deimichei (agosto 1999)
- Giordana Masotto (novembre 2000)
- Giovanna Camozzi (luglio 2002)
- Laura Maragliano (dicembre 2008)

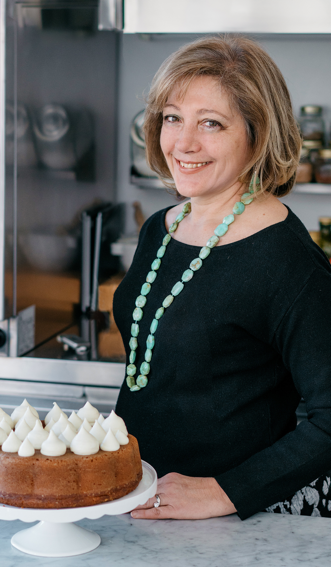
Laura Maragliano